# Portret mężczyzny (obraz El Greca z 1607)
Portret mężczyzny – obraz olejny przypisywany hiszpańskiemu malarzowi pochodzenia greckiego Dominikosowi Theotokopulosowi, znanemu jako El Greco.
Mężczyzna o nieznanej tożsamości, został przedstawiony w trzy czwartej postaci. Na uwagę zasługuje strój modela, będący typowym ubiorem kastylijskiego szlachcica. Dłonie mężczyzny są niewidoczne, schowane w białych mankietach. Jego twarz nosi typowe cechy dla typologii i metody El Greca. Obraz wydaje się być nieukończony, a same płótno nie zostało zachowane w dobrym stanie. Gudiol oraz niemiecki historyk August L. Mayer i José Camón autorstwo przypisują El Grecowi; Wethey, jak i Cossío atrybucji tej nie uznają.

## Proweniencja
Obraz znajduje się w prywatnej kolekcji w Niemczech. Wcześniej od 1958 roku był w innej kolekcji w Mediolanie, a do 1943 roku w Minneapolis Institute of Arts dokąd trafił z kolekcji Herschel V. Jones.